# Ulysse remet Chryséis à son père
Ulysse remet Chryséis à son père est un tableau réalisé vers 1644 par le peintre lorrain Claude Gellée. De format horizontal, cette huile sur toile est une marine se doublant d'une peinture mythologique. Elle représente le port de Chrysé alors qu'Ulysse y arrive pour ramener Chryséis à son père Chrysès. On y débarque également des bœufs pour l'hécatombe à Apollon demandée par Calchas. Commandée par Roger du Plessis-Liancourt, l'œuvre est conservée avec son pendant, le Paysage avec Pâris et Œnone, au musée du Louvre, à Paris, en France.

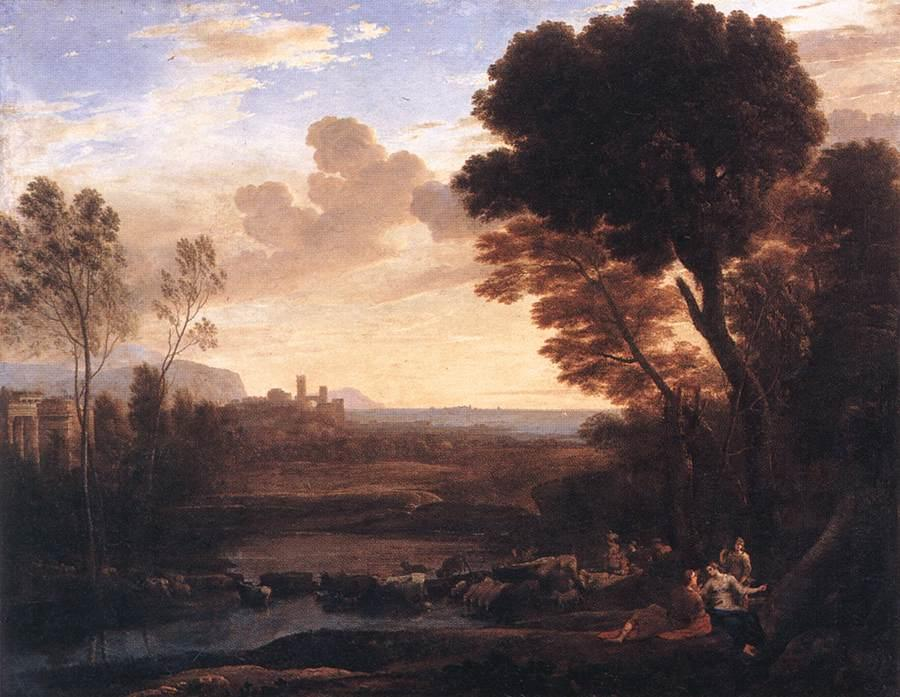
Paysage avec Pâris et Œnone, 1648 – Musée du Louvre, Paris.